# Chelodina alanrixi
Chelodina alanrixi — вимерлий вид бокошиїх черепах родини Змієшиї черепахи (Chelidae). Скам'янілості виду знайдені у рівнині Редбанк у штаті Квінсленд, Австралія. Черепаха існувала у еоцені.